# 하나제약
하나제약(Hana Pharm Co. Ltd.)는 대한민국의 기업이다. 본사는 경기도 화성시 향남읍 제약단지로 13-39에 위치해 있으며 대표이사는 최태홍이다. 제품별 매출 비중은 순환기 제품(로스토린정, 아리토정, 로스토정 등)이 31.93%, 마약·마취 제품(하나구연산펜타닐주, 세보프란흡입액, 아네폴주사, 바이파보주 등)이 23.04%), 파라메트정, 넥스파정 등 소화기 제품이 9.6%, 진통제 7.32%, 기타 27.3%이다.

## 역사
1978년 우천제약으로 설립되어 1996년 현재 상호로 변경하였다.

## 참고문헌
1. ↑  엄주연, 하나제약, 잇따른 악재에 신약 개발 차질 생기나, 딜사이트, 2024.05.09
2. ↑  조동훈 하나제약 경영총괄 부사장, 비즈니스 포스트, 2023-12-12